# Gaurax gauracicornis
Gaurax gauracicornis är en tvåvingeart som beskrevs av Oswald Duda 1933. Gaurax gauracicornis ingår i släktet Gaurax och familjen fritflugor. Inga underarter finns listade i Catalogue of Life.